# Еранос Ераносян
Еранос Ераносян (Избавителя) (на арменски: Էրանոս Էրանոսիան) е квалифициран телеграфо-пощенски служител в Османската империя.

## Биография
Еранос Ераносян е роден на 4 април 1844 г. в град Добрич. Етнически арменец.
По време на Руско-турската война (1877 – 1878) е началник на военния телеграф в Балчик. Дава решителен принос и загива спасявайки населението на Каварна и околните български села в кръвопролитното Каварненско въстание 1877 г.
Научавайки за кланетата над българите и палежите по време на Каварненско въстание и околните села извършвани от башибозушки отреди, тайно от турските си командири отправя телеграма до чуждите консули във Варна и дипломатите на европейските страни в Константинопол с призив за спасяване от избиваното на българско население от башибозука и черкезите. Текстът е:
„21 юли. В този момент избиват християните в Каварна, която е на половин час път от Балчик. Ако никаква човешка помощ не дойде до утре, всичко ще бъде свършено. Направете тази телеграма достояние на всички посланици.“
Със съдействието на началника на бургаската станция Христо Григоров телеграмата стига до Цариград. Тя предизвиква много силен незабавен дипломатически натиск върху турската власт. Храбрия арменец, не се ограничава само с това, той се доверява на балчишкия каймакамин и веднага на следващия ден застава начело на група египетски войници да спира клането и грабежите. Тръгвайки с тях към къщите на българите да ги спасява, той е незабавно прострелян в челото от мародерите и загива на място, в отмъщение за ефективната му намеса спряла кланетата и плячкосването на града над трупа му башибозука извършва гнусни издевателства. На 4 февруари 1878 г. градът е освободен от османска власт от руските войски.
Ераносян остава в историята с даденото му от призателните каварненци прозвище „Избавителя“.
Днес в памет на героичната му саможертва улица в Каварна носи името му. По повод на 130-годишнината от Руско-турската освободителна война му е издигнат паметник открит тържествено на 14 декември 2007 г. в 10 часа в присъствието на посланика на Армения в България Сергей Манасарян, на генералния консул на Русия във Варна Анатолий Шелкунов, председателя на арменската общност Артак Азарян, представители на арменската общност от Варна и Добрич и на каварненското и балчишкото гражданство. Паметникът на Еранос Ераносян е поставен на едноименната улица в града.
„Избавителят“ е обявен за почетен гражданин на Каварна на 6 ноември 2012 г. с решение на общинския съвет. Тържествената сесия за провъзгласяването е в присъствието посланика на Армения Арсен Схоян, почетният консул на Армения във Варна Саркис Саркизов, председателят на ЕС на ААСЦ д-р Рупен Крикорян, отец Партохимеос, както и представители на арменските общности във Варна, Добрич и Каварна и на праправнукът на Еранос Ераносян – д-р Артюн Еринозов.